# Nomosphecia ceciliae
Nomosphecia ceciliae är en stekelart som beskrevs av Alfred Byrd Graf 1997. Nomosphecia ceciliae ingår i släktet Nomosphecia och familjen brokparasitsteklar. Inga underarter finns listade i Catalogue of Life.